# Cerkiew Świętych Piotra i Pawła w Luksemburgu
Cerkiew Świętych Apostołów Piotra i Pawła – cerkiew prawosławna w Luksemburgu, w eparchii brytyjskiej i zachodnioeuropejskiej Rosyjskiego Kościoła Prawosławnego poza granicami Rosji. Świątynia parafialna.

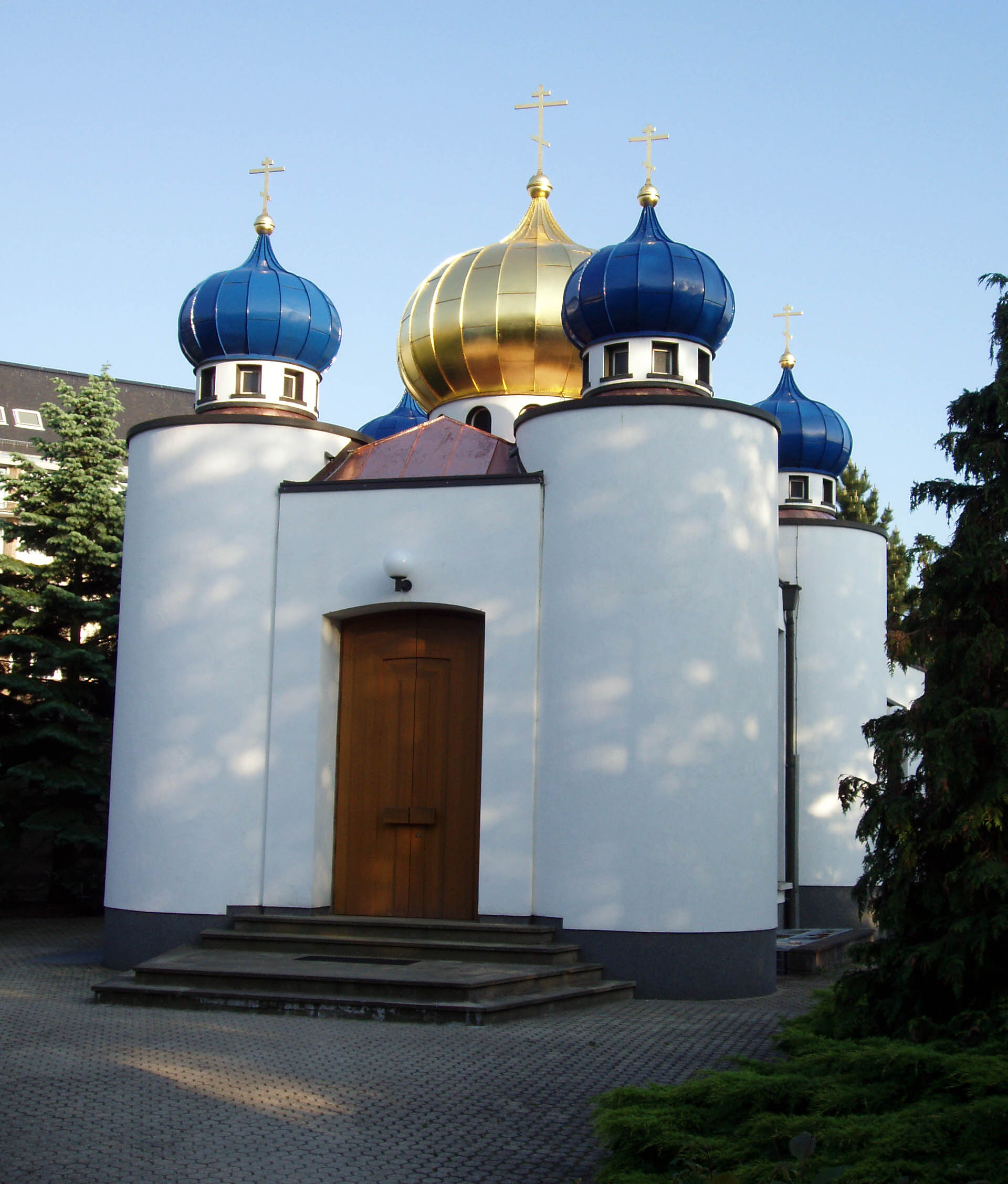

Cerkiew znajduje się przy ulicy J. P. Probsta (rue Jean-Pierre Probst).
Inicjatorem budowy świątyni był przybyły z USA ks. Siergiej Puch (Serhe Poukh), późniejszy proboszcz parafii Świętych Piotra i Pawła w Luksemburgu.
Cerkiew wzniesiono w latach 1979–1982, na działce przekazanej przez władze miejskie Luksemburga. Konsekracji świątyni dokonał 12 lipca 1982 arcybiskup genewski i zachodnioeuropejski Michał.
Budowla murowana, z pięcioma złoconymi kopułami. Wnętrze zdobią freski wykonane przez o. archimandrytę Cypriana (Pyżowa) z monasteru w Jordanville.
Święto patronalne przypada w dniu 12 lipca (29 czerwca według starego stylu).